# Championnats Banque Nationale de Granby 2022
Die Championnats Banque Nationale de Granby 2022 waren ein WTA-Tennisturnier der WTA Tour 2022 für Damen und ein ATP-Tennisturnier der ATP Challenger Tour 2022 für Herren in Granby und fanden parallel vom 22. bis 28. August 2022 statt.

## Damenturnier
→ Qualifikation: Championnats Banque Nationale de Granby 2022/Damen/Qualifikation